# Maldição Andretti
A Maldição Andretti é uma história popular envolvendo os 5 pilotos da família que disputaram as 500 Milhas de Indianápolis válidas pela CART e pela IndyCar (IRL entre 1996 e 2008, quando as duas categorias se fundiram).

## Cronologia

### Mario Andretti

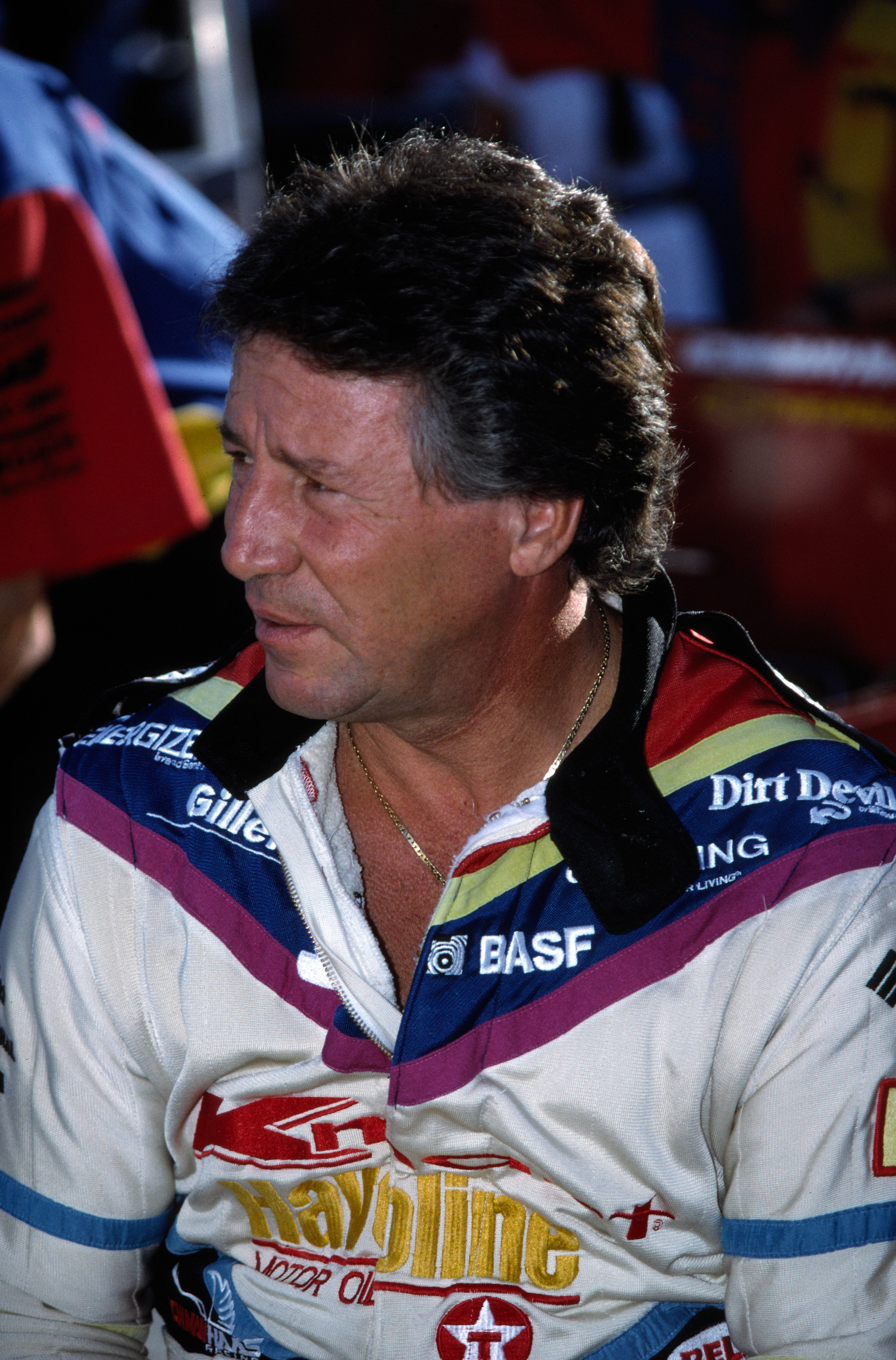
Mario Andretti, o patriarca da família e vencedor das 500 Milhas de Indianápolis de 1969.

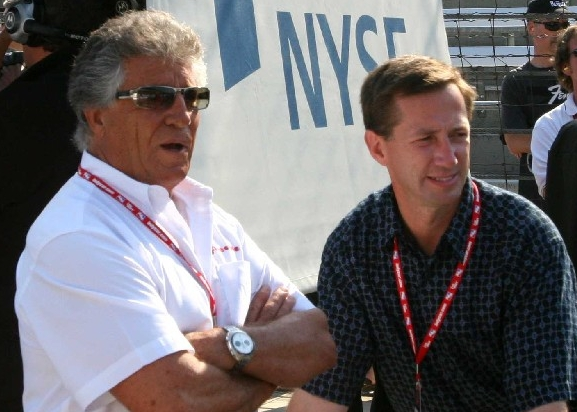
Mario Andretti (à esquerda) e seu sobrinho John (à direita) durante as 500 Milhas de Indianápolis de 2007.

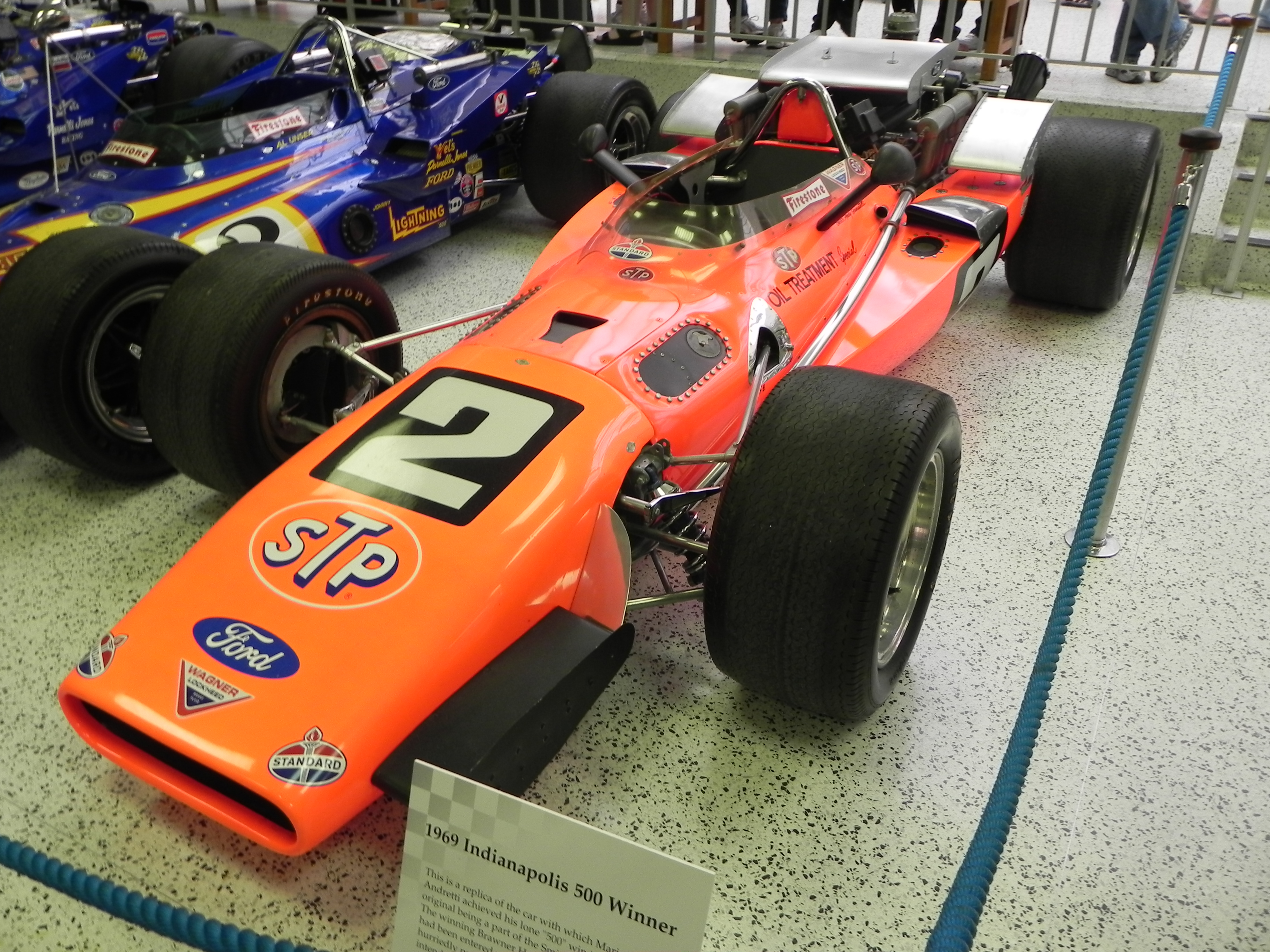
O carro pilotado por Mario Andretti em sua vitória nas 500 Milhas de Indianápolis de 1969.

A história da maldição começou em 1969, quando Mario Andretti conquistou sua primeira (e única) vitória nas 500 Milhas de Indianápolis. Na comemoração, o chefe Andy Granatelli deu um beijo no rosto do piloto, então com 29 anos.. Segundo o jornalista Robin Miller, a lenda foi iniciada em 1970, quando Granatelli e Clint Brawner iniciaram uma rivalidade na equipe, decidindo seguir caminhos diferentes (Mario Andretti decidiu ficar ao lado do primeiro), enquanto a esposa de Brawner, Kay, teria prometido que nunca mais um Andretti venceria as 500 Milhas. Mesmo com uma vitoriosa carreira que culminou com o título da Fórmula 1 em 1978 e 29 participações nas 500 Milhas, Mario não voltaria a vencer a corrida até se aposentar dos monopostos em 1994 - em 1981, sua equipe, a Patrick Racing, entrou com um recurso para cassar a vitória de Bobby Unser, que teria feito ultrapassagens em bandeira amarela. Após análise das imagens, o piloto da Penske foi desclassificado e Mario Andretti foi declarado vencedor.
Revoltado, Roger Penske entrou com 2 recursos pedindo que Mario Andretti também fosse punido pelo mesmo motivo que Bobby Unser, sem sucesso. Depois de alguns meses, 3 comissários decidiriam quem seria o vencedor das 500 Milhas: por 2 votos a 1, Bobby Unser recuperou a vitória e sua desclassificação revertida para uma multa de 40 mil dólares. Ao saber do resultado, Mario jogou fora o anel de campeão. Ele também perdeu a chance de vencer a prova em 1985 (Danny Sullivan, que liderava a corrida, rodou e ainda voltou à frente) e 1987, quando liderou 170 voltas e abandonou com problemas mecânicos, faltando apenas 23 para o final.
Mario Andretti ainda chegou a ensaiar uma volta às pistas em 2003, quando testou o carro de Tony Kanaan, afastado com uma fratura no braço devido a um acidente na etapa de Motegi. Faltando apenas 2 minutos para o final do treino, o patriarca da família Andretti passou por cima de detritos do carro de Kenny Bräck e decolou a 320 quilômetros por hora, aterrissando na pista. Apesar da força do acidente, Mario escapou com ferimentos leves e pensou em voltar apenas para tentar colocar o carro no grid, mas repensou a decisão e não voltou a guiar monopostos de forma oficial.

### Michael Andretti e a equipe Andretti Autosport

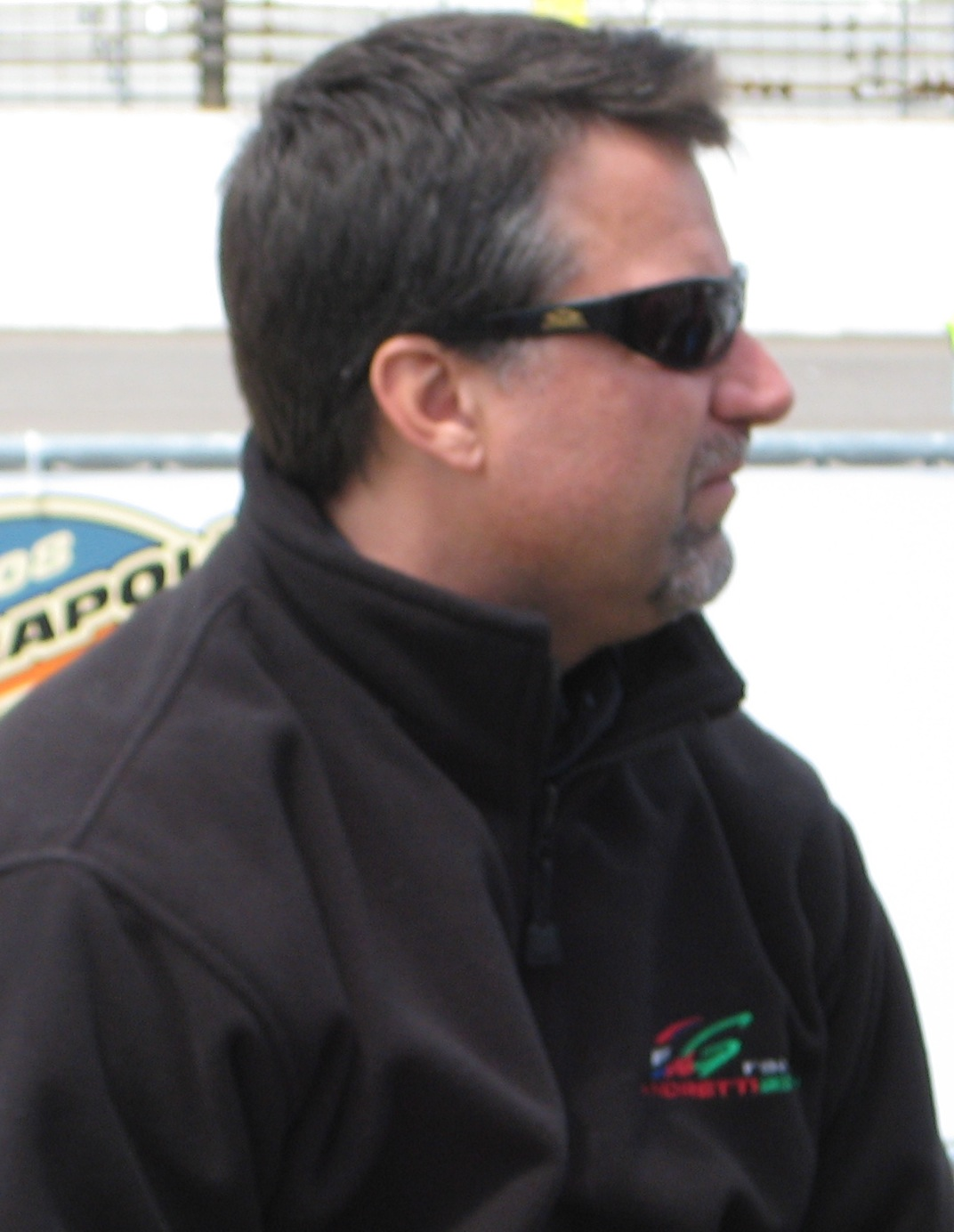
Michael Andretti, em maio de 2008

Com 42 vitórias na CART e o título de 1991, Michael Andretti possui 16 participações como piloto nas 500 Milhas de Indianápolis e, ao contrário de seu pai, nunca venceu a prova. Chegou próximo da vitória na edição do mesmo ano em que foi campeão, quando liderou por 97 voltas até abandonar faltando 13 para o encerramento, dando a vitória a Rick Mears, e em 1992, dominou a prova e foi líder por 160 voltas, quando uma falha na bomba de combustível tirou suas chances. Após a prova (foi classificado como 13º), Michael foi ao hospital para visitar seu pai, que havia sofrido um acidente. Em 2005, anunciou que estava suspendendo a aposentadoria para correr a edição do ano seguinte junto de seu filho, Marco Andretti, e ambos brigaram pela vitória com Sam Hornish, Jr., que terminou a corrida na frente. Michael ainda participou das 500 Milhas de 2007, mas não repetiu o desempenho anterior e chegou em 13º lugar, mas garantiu a vitória como dono de equipe com Dario Franchitti, que viria a ser campeão da IRL no mesmo ano.
Entre 2010 e 2011, a Andretti Autosport viveu um drama nos treinos de classificação, com Tony Kanaan garantindo sua vaga no último instante e Ryan Hunter-Reay e Mike Conway desclassificados. Um acordo feito com a A. J. Foyt Enterprises garantiu a participação de Hunter-Reay, que substituiu Bruno Junqueira.
Como chefe de equipe, Michael Andretti venceu 5 edições das 500 Milhas, com Dan Wheldon (2005), Dario Franchitti (2007), Ryan Hunter-Reay (2014), Alexander Rossi (2016) e Takuma Sato (2017).

### Marco Andretti

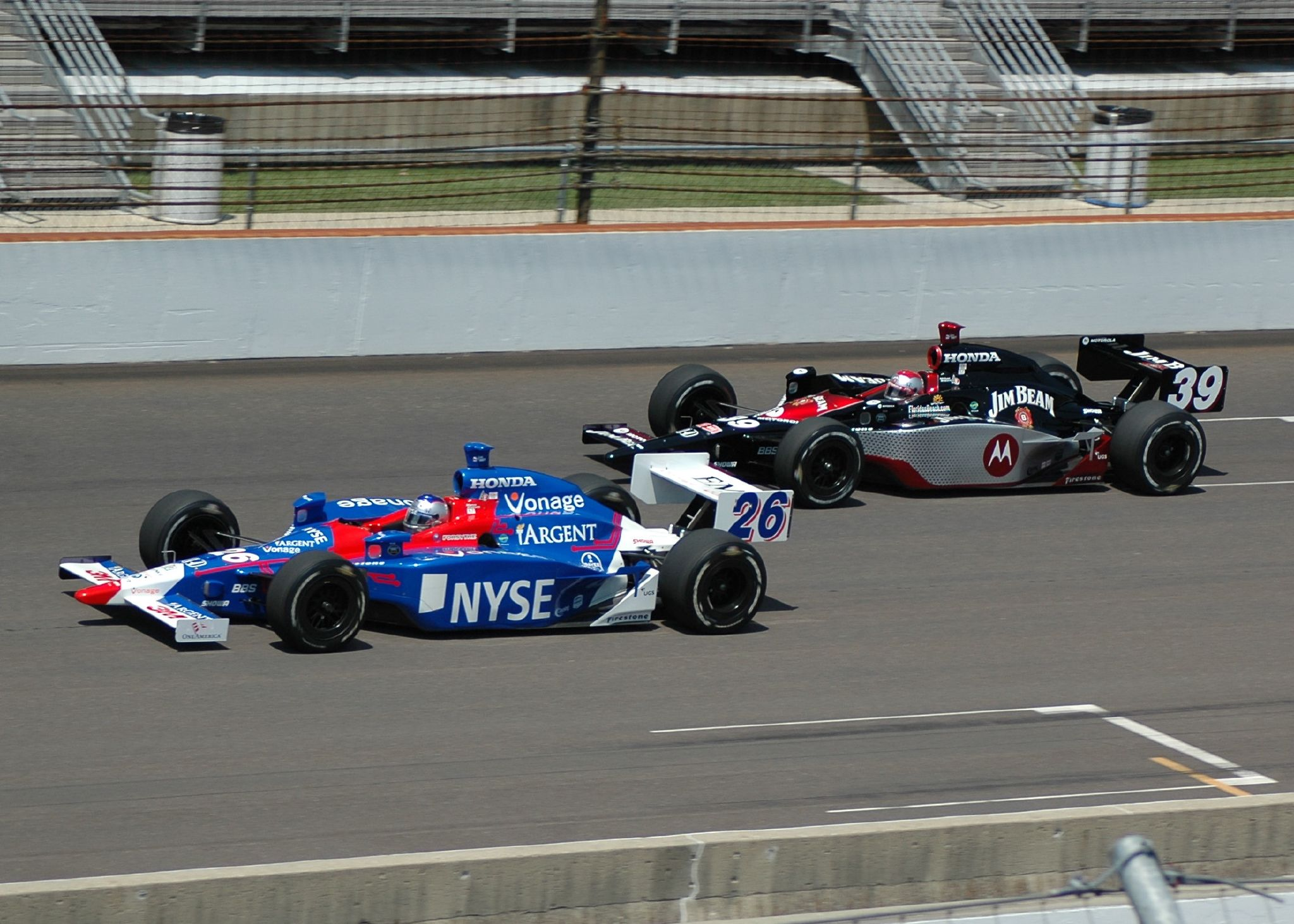
Marco Andretti (carro azul, vermelho e branco) treinando com seu pai Michael (carro preto e cinza), em 2007

Filho de Michael e neto de Mario, Marco Andretti correu 12 edições das 500 Milhas de Indianápolis, e em sua segunda participação na prova, em 2006, ficou próximo de quebrar a escrita de 37 anos sem vitórias da família Andretti. Depois de uma bandeira amarela causada por uma quebra do brasileiro Felipe Giaffone, seu pai assumiu a liderança e o jovem piloto, então com apenas 19 anos de idade, herdou a primeira posição após a relargada e contava com a ajuda de Michael, que tentava segurar os ataques de Sam Hornish, Jr., mas o piloto da Penske só faria a ultrapassagem que daria a vitória apenas na reta de chegada, cruzando-a apenas 0,0635 segundos à frente de Marco. Esta foi a segunda chegada mais apertada na história da Indy 500, perdendo apenas para a corrida de 1992. Para muitos, esta foi o final de corrida mais triste da carreira de Michael Andretti (como piloto ou dono de equipe), que fez elogios ao seu filho, mas não escondia a frustração.
Marco ainda chegou a liderar boa parte da edição de 2007, que chegou a ser interrompida pelas fortes chuvas que caíam sobre a região do Indianapolis Motor Speedway (caso a chuva atingisse a pista, a prova poderia ser encerrada). No final da corrida, o piloto se envolveu num acidente com Dan Wheldon na reta oposta e capotou, mas saiu ileso. Ele ainda terminou as 500 Milhas do ano seguinte em 3º lugar.
Em 2011, flertou com a não classificação direta para o grid, mas conseguiu o 27º lugar, rebaixando seus companheiros de equipe Ryan Hunter-Reay e Mike Conway ao bump day. Marco terminou a prova em 9º. Ele chegou a prever que, se vencesse a corrida em 2016, seu pai e seu avô "chorariam compulsivamente"
Em 2020, surpreendeu ao conquistar a pole-position, encerrando um jejum que durava desde 1987, quando Mario Andretti largou na mesma posição. Pilotando o carro #98, fez uma brincadeira sobre a maldição da família em Indianápolis ao afirmar que "não achava que a maldição existia em agosto", citando o mês em que a Indy 500 seria disputada em decorrência da pandemia de COVID-19. O piloto não liderou nenhuma volta da corrida, onde chegou em 13º.

### Jeff Andretti

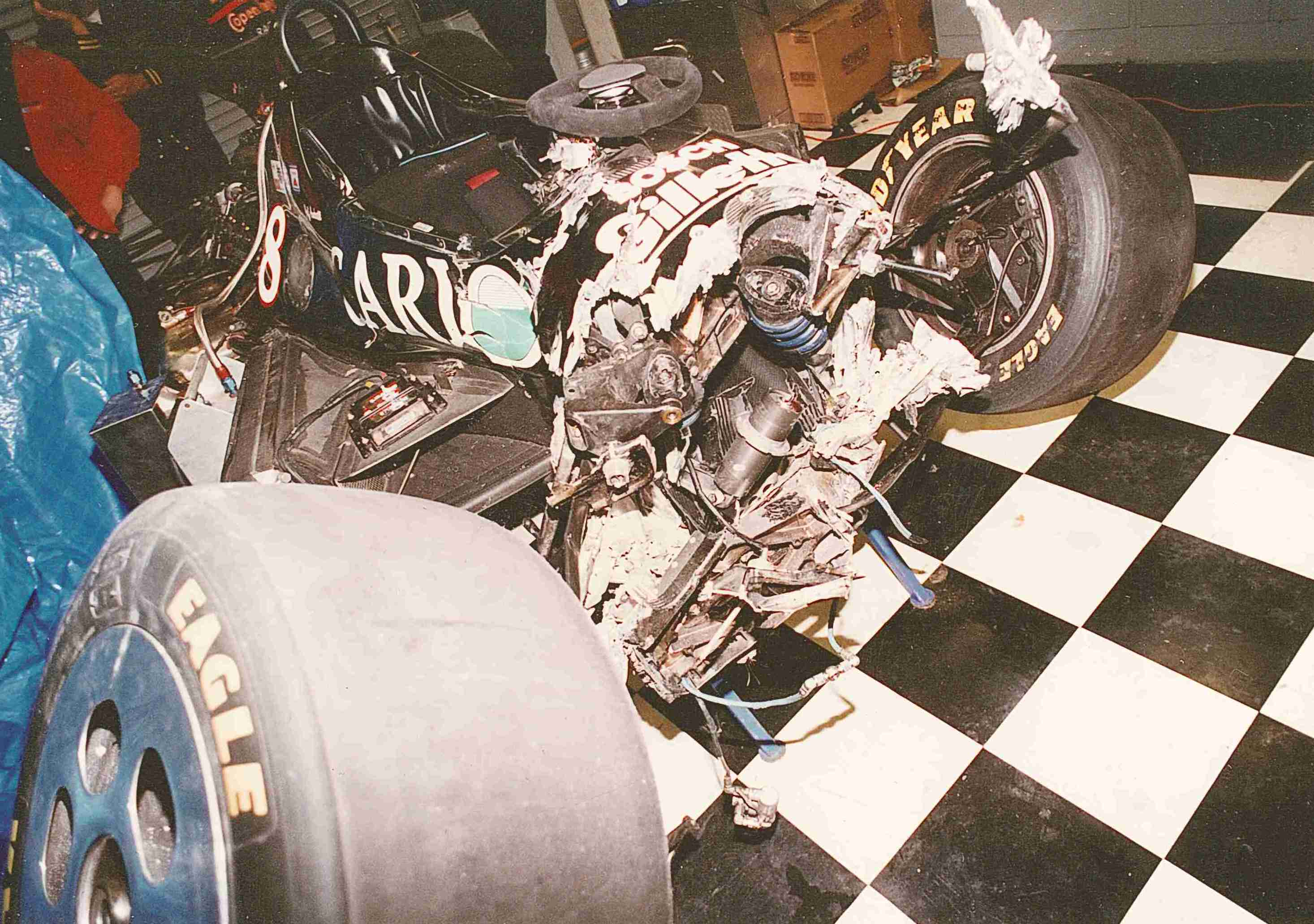
Danos no carro de Jeff Andretti após o acidente sofrido por ele em 1992.

Filho mais novo de Mario, irmão de Michael e tio de Marco Andretti, Jeff Andretti disputou 4 edições das 500 Milhas, entre 1990 e 1993, largando em 3. Sua melhor posição de chegada foi em 1991, quando chegou na 15ª posição, ficando com o prêmio de melhor novato da corrida.
Ele é mais lembrado por ter sofrido um violento acidente na prova de 1992, quando o cubo do pneu traseiro direito de seu Lola-Chevrolet da equipe Foyt quebrou na curva 2 e bateu de frente - o pneu ainda chegou a atingir o carro de Gary Bettenhausen, que também abandonaria a corrida. Jeff lesionou gravemente as pernas e seu resgate durou 18 minutos.

### John Andretti

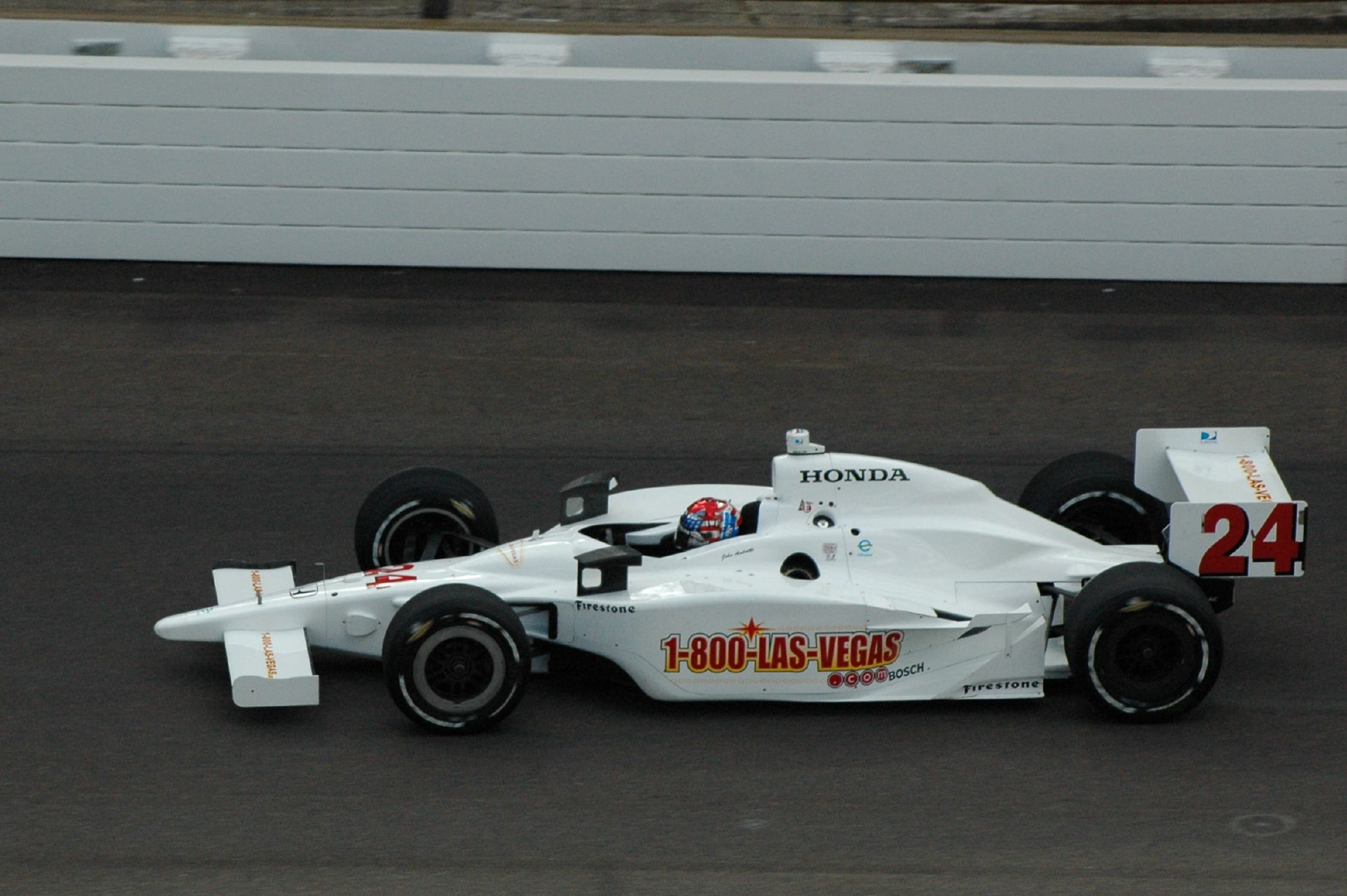
John Andretti pilota o Dallara #24 da Roth Racing nos treinos da Indy 500 de 2008.

Sobrinho de Mario Andretti e primo de Michael e Jeff, John Andretti possui 12 largadas nas 500 Milhas de Indianápolis: na fase CART, entre 1990 e 1994, seu melhor desempenho foi em 1991, com um quinto lugar.
Tendo se dedicado somente à NASCAR, voltou a pilotar monopostos em 2007 e conquistou a classificação para a Indy 500 pela Panther Racing, tornando-se o terceiro Andretti no grid, abandonando a prova depois de bater na curva 2. Em 2008 pilotou pela Roth Racing e, de 2009 a 2011, correu com apoio do ex-piloto Richard Petty.
John faleceu em 30 de janeiro de 2020 após lutar contra um câncer colorretal.

### Desempenho da Newman-Haas
Ligada frequentemente a Mario e Michael Andretti, a equipe Newman-Haas nunca venceu as 500 Milhas de Indianápolis em toda sua história. O melhor resultado que obteve foi em 1993, quando Nigel Mansell terminou em terceiro lugar.